# Prințesa Frederica Amalia a Danemarcei
Prințesa Frederica Amalia  Danemarcei (11 aprilie 1649 – 30 octombrie 1704) a fost a doua fiică a regelui Frederic al III-lea al Danemarcei și a reginei Sophie Amalie de Brunswick-Lüneburg. Prin căsătoria cu Christian Albrecht de Holstein-Gottorp a devenit ducesă consort de Holstein-Gottorp din 1667 până în 1695.

## Biografie
Frederica Amalia Oldenburg, Prințesă a Danemarcei, a fost al treilea copil și a doua fiică a regelui Frederic al III-lea al Danemarcei și a reginei Sophie Amalie de Brunswick-Lüneburg. Tatăl ei fusese încoronat rege la 23 noiembrie 1648, cu cinci luni înainte de nașterea ei.
S-a căsătorit la Castelul Glücksburg la 24 octombrie 1667 cu Ducele Christian Albrecht de Holstein-Gottorp ca parte a unui tratat de pace între Danemarca și Holstein-Gottorp, însă părțile ostile au continuat să se lupte. Mariajul a fost unul nefericit, Frederica Amalia fiind chinuită de frecventele neînțelegeri dintre fratele ei, Christian al V-lea al Danemarcei, și soțul ei. Era bine cunoscut în epocă că a fost tratată rău de Christian Albrecht, în timp ce familia regală daneză i-a dat tot felul de privilegii personale și dovezi de afecțiune.
Cuplul a vizitat-o pe sora ei, regina consort a Suediei Ulrica Eleonora. Vizitele sale în Suedia au inspirat petreceri mari și festivități, la curtea suedeză altfel strictă, și au fost mult apreciate. Ea a devenit văduvă în 1694. Cum fiii ei erau, de asemenea, anti-danezi, conflictul dintre Danemarca și Holstein-Gottorp a continuat să o pună într-o poziție dificilă. Atunci când ea a murit la reședința sa din Kiel în 1704, un conflict între Holstein-Gottorp și Danemarca, legat de modul potrivit de a suna clopotele la înmormântarea ei, a provocat aproape un război între cele două state.

### Copii
Frederica Amalia și Christian Albrecht au avut patru copii:
- Sofia Amalia (19 ianuarie 1670 – 27 februarie 1710), căsătorită la 7 iulie 1695 cu Prințul Augustus Wilhelm, Duce de Brunswick-Wolfenbüttel.
- Ducele Frederic al IV-lea de Holstein-Gottorp (18 octombrie 1671 – 19 iulie 1702).
- Ducele Christian August de Holstein-Gottorp (11 ianuarie 1673 – 24 aprilie 1726).
- Maria Elisabeta (21 martie 1678 – 17 iulie 1755), stareță la Quedlinburg.

Ea a fost străbunica Ecaterinei cea Mare, împărăteasă a Rusiei, prin fiul ei Christian August, și, de asemenea, a fost străbunica soțului Ecaterinei, Petru al III-lea al Rusiei, prin fiul ei Frederic. În plus, ea a fost bunica paternă a regelui Adolf Frederic al Suediei.

## Arbore genealogic
1. ↑  Dictionary of Women Worldwide[*] Verificați valoarea |titlelink= (ajutor)